# James Tomkins
James Oliver Charles Tomkins (Basildon, 29 de março de 1989) é um futebolista inglês que atua como zagueiro. Atualmente, joga pelo Crystal Palace.

## Carreira
Tomkins fez parte do elenco da Seleção Britânica de Futebol da Olimpíadas de 2012.